# Aubrey Addams
Pour les articles homonymes, voir Addams.
 (mars 2013).
Si vous disposez d'ouvrages ou d'articles de référence ou si vous connaissez des sites web de qualité traitant du thème abordé ici, merci de compléter l'article en donnant les références utiles à sa vérifiabilité et en les liant à la section « Notes et références ».
Aubrey Addams est une actrice de films pornographiques américaine née le 25 mai 1987 à Westfield, dans le New Jersey.

## Biographie
Aubrey Adams a effectué sa scolarité dans la ville de Summit au New Jersey. Elle était dans le club théâtre de son école et une cheerleader. En 2005, elle est diplômée du Fashion Institute of Technology de New York elle quitte les études.
En janvier 2006, elle rencontre John the Stutterer du The Howard Stern Show, elle commence les films pornographiques. Ses parents désapprouvent son choix de carrière.
Elle veut faire carrière alors elle s'installe à Los Angeles où elle prend contact avec le studio Red Light District.
Mais elle se spécialise dans le style éjaculation faciale ou creampie.
Elle réalise également des performances sur Streamate.com.

## Filmographie sélective
Filmographie érotique
- 2013 : Pleasure or Pain : Adélaide

Filmographie pornographique
- 2006 : Cock Craving Cuties[5]
- 2006 : Pussy Party 17
- 2007 : Ass Worship 10
- 2008 : Girlvana 4
- 2008 : Lesbian Adventures: Strap-On Specialist 01
- 2009 : Lesbian Adventures: Older Women, Younger Girls 1
- 2010 : Anal Buffet 3
- 2011 : Beverly Hillbillies XXX: A XXX Parody
- 2012 : All Girls All the Time 2
- 2013 : Ass Of My Dreams 1
- 2014 : Hunting Young Ass
- 2015 : Hot And Mean 13
- 2016 : My Sister's Hot Friend 50
- 2017 : All My Thongs Are Too Small

## Récompenses et nominations
- 2006 : Nomination - XRCO's Cream Dream[6],[7]
- 2006 : Nomination - XRCO's New Starlet[6],[7]
- 2007 : FAME nommée finaliste - Favorite Female Rookie
- 2007 : NightMoves Award nommée - Best New Starle
- 2009 : AVN Award nommée – Best All-Girl Group Sex Scene – Girlvana 4